# Leptogenys iheringi
Leptogenys iheringi is een mierensoort uit de onderfamilie van de Ponerinae. De wetenschappelijke naam van de soort is voor het eerst geldig gepubliceerd in 1911 door Auguste Henri Forel.